# Biggsville
Biggsville é uma vila localizada no estado americano de Illinois, no Condado de Henderson.

## Demografia
Segundo o censo americano de 2000, a sua população era de 343 habitantes. 
Em 2006, foi estimada uma população de 323, um decréscimo de 20 (-5.8%).

## Geografia
De acordo com o United States Census Bureau tem uma área de 
0,9 km², dos quais 0,9 km² cobertos por terra e 0,0 km² cobertos por água.

## Localidades na vizinhança
O diagrama seguinte representa as localidades num raio de 20 km ao redor de Biggsville. 